# لي أور
لي أور هو منافس ألعاب قوى كندي، ولد في 12 أبريل 1917 في ساسكاتشوان في كندا، وتوفي في 27 يوليو 2009.

## وصلات خارجية
- لي أور على موقع أوليمبيديا (الإنجليزية)